# Конвой SC 130
Конвой SC 130 (англ. Convoy SC 130) — североатлантический конвой, который проходил во время битвы за Атлантику во Второй Мировой войне. Это был 130-й из серии пронумерованных Медленных конвоев торговых судов от Сидни, канадского города на острове Кейп-Бретон, до Ливерпуля. SC 130 был одним из нескольких сражений за конвои, произошедших во время мая 1943 года.

## Предпосылки
SC 130, включающий тридцать семь судов, покинул порт Галифакс 11 мая 1943 года под попечением Западных Эскортных сил, во главе с эсминцем RCN Niagara. Коммодором конвоя был Г. Форсит, чей штаб располагался на грузовом судне Sheaf Holme. 15 мая конвой встретила Эскортная группа B-7, находившаяся под предводительством командира Питера Греттона, флагманом которого был эсминец типа D HMS Duncan. Эскорт также состоял из: эсминца типа V HMS Vidette, фрегата типа «Ривер» HMS Tay, корветов типа «Флауэр» HMS Snowflake, HMS Sunflower, HMS Pink, HMS Loosestrife и двух вооружённых траулеров. К B-7 был прикомандировано одно небольшое судно для переправы, корвет HMCS Kitchener. SC 130 включал также два танкера для дозаправки и перевооружения в открытом океане, и спасательное судно Zamalek.
Против него выстраивались в ряд порядка 25 подводных лодок в три патрульных линии, которые были организованы 15 мая командованием подводных сил Кригсмарине. Это была ответная мера на сигналы от службы радиоперехвата и дешифровки B-Dienst, которая сообщили о западном конвое (ONS 7) и двух восточных (HX 238 и SC 130), которые приближались к «Воздушному зазору». Одна группа, Иллер, состоящая из шести новых лодок только-только разворачивалась, в то время как две другие группы, Донау I и Донау II, уже были развёрнуты и поэтому группа Иллер шла как подкрепление.
ONS 7 был атакован 13 мая и сообщил об этом. Получив сведения от показаний HF/DF и расшифровав Энигму, Адмиралтейство смогло отвести из опасной зоны HX 238 (который прошел без происшествий) и усилить SC 130.

## Сражение
Конвой был обнаружен и опознан вечером 18 мая U-304, которая начала слежку, другие подводные лодки собрались для атаки в течение ночи. Эскортная группа В7 установила агрессивную оборону, гоняясь за всеми обнаруженными контактами для того чтобы сорвать любые атаки. В этом они были успешны и ни одна из подводных лодок не в состоянии была атаковать этой ночью.
19 мая авиация дальнего действия смогла приступить к патрулированию конвоя, нападая в течение всего дня на подлодки групп Донау, когда те пытались выдвинуться к атаке. Один из «Гудзонов» 269 эскадрильи Королевских ВВС уничтожил U-273, а «Либерейтор» из 120 эскадрильи атаковал другую: предполагали что это была U-954, но позже выяснилось что это была U-731, которой был нанесён небольшой урон. Позже в тот день конвой был усилен 1-й группой поддержки, состоящие из шлюпа типа «Банф» HMS Sennen (капитан Д. Бревер) и фрегатов типа «Ривер» HMS Wear, HMS Jed и HMS Spey. В течение часа U-954 была потоплена из Хеджхога кораблями Sennen и Jed. Сын адмирала Дёница, Петер Дёниц, был среди тех, кто погиб на борту U-954. Snowflake и Duncan произвели атаку Хеджхогами, и, как полагали, уничтожили подводную лодку (U-381)  но позже выяснили что это была U-636, которая была повреждена и отступила. В тот вечер Tay атаковал U-952 и повредил её так сильно, что ей пришлось прекратит атаки и возвращаться на базу.
20 мая нападения продолжались, но без успеха, хотя B-24 Либерейтор из 120-й эскадрильи RAF потопил U-258. В полдень 20-го командование Кригсмарине отменило приказ атаковать и подводные лодки отозвали.
Конвой достиг Ливерпуля без потерь 26 мая.

## Последствия
SC 130 рассматривается как победа союзников. Ни один корабль не был потерян, хотя двоим пришлось возвратиться в порт; все 35, что делали переход благополучно добрались. С другой стороны, по крайней мере, три подводные лодки были уничтожены.
Это стало сильнейшим ударом, который способствовал решению Кригсмарине отказаться от атак на конвои в Северной Атлантике, и поворотным пунктом в битве за Атлантику.